# مايكل كورنتي
مايكل كورنتي (بالإنجليزية: Michael Corrente)‏ هو منتج أفلام ومخرج وممثل أمريكي، ولد في 6 أبريل 1959 في الولايات المتحدة.

## أعمال

### أفلام
- (2001) هال السطحي[2]

## وصلات خارجية
- مايكل كورنتي على موقع IMDb (الإنجليزية)
- مايكل كورنتي على موقع ألو سيني (الفرنسية)
- مايكل كورنتي على موقع أول موفي (الإنجليزية)
- مايكل كورنتي على موقع قاعدة بيانات الأفلام السويدية (السويدية)
- مايكل كورنتي على موقع إن إن دي بي (الإنجليزية)
- مايكل كورنتي على موقع قاعدة بيانات الفيلم (الإنجليزية)
- مايكل كورنتي على موقع كينوبويسك (الروسية)